# Yoshirō Moriyama
Yoshirō Moriyama (jap. 森山 佳郎, Moriyama Yoshirō; * 9. November 1967 in Kumamoto, Präfektur Kumamoto) ist ein ehemaliger japanischer Fußballspieler und aktueller Trainer.

## Trainerlaufbahn
Moriyama trainierte nach dem Ende seiner aktiven Laufbahn diverse Juniorenauswahlen der japanischen Nationalmannschaft, bis er 2024 den Job als Cheftrainer des japanischen Zweitligisten Vegalta Sendai annahm.

## Nationalmannschaft
1994 debütierte Moriyama für die japanische Fußballnationalmannschaft. Moriyama bestritt sieben Länderspiele.

## Errungene Titel
- J. League Cup: 1998